# Distretto di Düzköy
Il distretto di Düzköy (in turco Düzköy ilçesi) è uno dei distretti della provincia di Trebisonda, in Turchia.